# Lucien Lévy-Bruhl
Pour les articles homonymes, voir Lévy-Bruhl, Brühl et Lévy.
Lucien Lévy-Bruhl, né le 10 avril 1857 à Paris et mort le 13 mars 1939 dans la même ville, est un philosophe, sociologue et anthropologue français.
Ses travaux, au début du XXe siècle, ont principalement porté sur l'étude des peuples sans écriture. Il fut l'un des collaborateurs d'Émile Durkheim. Les travaux de Lucien Lévy-Bruhl s'orientèrent d'abord vers l'histoire de la philosophie, puis après un ouvrage sociologique, il publia une série d'ouvrages ethnologiques.
Proche de Durkheim et de l'école française de sociologie, il occupe cependant une position particulière vis-à-vis du groupe des premiers durkheimiens, puisque sa grande proximité avec ce projet sociologique et ceux qui le faisaient vivre n'a jamais donné lieu à une adhésion orthodoxe. Il est souvent considéré comme l'un des principaux pères fondateurs de l'anthropologie en France, et a par exemple été à l'origine, avec Marcel Mauss et Paul Rivet, de la création de l'Institut d'ethnologie.

## Biographie

### Jeunesse et études
Lucien Lévy-Bruhl est né le 10 avril 1857, à Paris, dans une famille juive de condition modeste originaire d’Alsace. Il est cousin par alliance d'Alfred Dreyfus, qu'il soutiendra publiquement lors de l'affaire Dreyfus.
Il est admis à l'École normale supérieure de la rue d'Ulm en 1876, et est reçu premier de l'agrégation de philosophie en 1879.
Le 19 décembre 1884, il soutient ses deux thèses de doctorat ès lettres à la faculté de l'université de Paris. La première, en français, aborde l'idée de responsabilité. La deuxième, en latin, s'interroge sur ce que ressentait Sénèque à propos de Dieu.
Il est le père du juriste Henri Lévy-Bruhl. Il est un proche d'Émile Boutmy, fondateur de l'Institut d'études politiques de Paris.

### Parcours professoral
Une fois l'agrégation obtenue, Lucien Lévy-Bruhl devient enseignant de philosophie aux lycées de Poitiers et d'Amiens. Il est ensuite nommé au lycée Louis-le-Grand, comme professeur en rhétorique supérieure.
En 1885, il est parallèlement enseignant à l'École libre des sciences politiques, ayant été recruté par Émile Boutmy. Il lui demande de donner un cours sur « L'histoire de l'idée d'unité nationale en Allemagne au XIXe siècle », renommé dès 1889 en « Histoire des idées politiques et de l'esprit public pendant les deux dernières siècles en Allemagne et en Angleterre ». Il fait partie des premiers professeurs de philosophie politique de Sciences Po.
En 1895, il devient maître de conférences en philosophie à l'École normale supérieure, et son poste à Louis-le-Grand échoit à Gustave Belot. En 1902, il est chargé d'un cours d'histoire de la philosophie moderne à la faculté de lettres de Paris, et il devient professeur adjoint en 1904.
En 1908, il succède à Émile Boutroux à la chaire d'histoire de la philosophie moderne de la Sorbonne. Il occupe cette chaire tout le reste de sa vie.

### Parcours professionnel
Durant la Première Guerre mondiale, il rejoint le cabinet d'Albert Thomas, député socialiste devenu Ministre de l'Armement, dans le gouvernement d'union sacrée qui se met alors en place.

### Autres fonctions
Il a dirigé la Revue philosophique de la France et de l'étranger et fondé l'Institut d'ethnologie de l’Université de Paris. Il a été élu membre de l'Institut de France, auprès de l’Académie des sciences morales et politiques. Il participe en 1928 au premier cours universitaire de Davos, avec de nombreux autres intellectuels français et allemands.

## Prises de positions

### Socialisme
Socialiste engagé, il est l'un des plus proches amis de Jean Jaurès depuis leur rencontre à l'École Normale Supérieure. Jaurès le considérait comme « l'un de ses amis les plus intimes » et le biographe Harvey Goldberg parle de Lévy-Bruhl comme de « l'ami d'une vie. » 
C'est avec lui que Jaurès passa la matinée qui précéda son assassinat le 31 juillet 1914 où ils s'entretinrent de la guerre, Jaurès pensant la paix encore possible, quand Lévy-Bruhl était, lui, "profondément inquiet".

### JournalL'Humanité
Cette amitié explique que Lévy-Bruhl ait soutenu la création du journal L'Humanité en y apportant 100 000 francs, soit plus du quart du capital ayant permis sa création. Cette donation, ainsi que celle des frères Salomon et Théodore Reinach, nourriront de nombreuses rumeurs à l'extrême droite, mais aussi jusque dans le camp de la gauche, sur fond d'antisémitisme, sur la supposée collusion du journal avec la famille Rothschild. Charles Rappoport lui-même se fit l'écho de celles-ci lors du congrès de Saint-Quentin (16-19 avril 1911), considérant que le salaire de Lévy-Bruhl ne lui permettait pas un tel don et qu'il devait par conséquent être le prête-nom de capitalistes, et notamment des Rothschild. En réalité, la somme apportée venait de la dot de son épouse, Alice Brühl, plus fortunée que lui.
À la mort de Jaurès, Lévy-Bruhl rédige la première biographie du leader socialiste sous forme d'une notice nécrologique pour l'Annuaire des anciens élèves de l'ENS, qui sera reprise et publiée en 1916 sous le titre Quelques pages sur Jean Jaurès à la Librairie de l'Humanité. Lévy-Bruhl sera aussi le premier préfacier du dernier ouvrage de Jaurès, L'Armée nouvelle, ainsi que le premier président de l'Association des Amis de Jean Jaurès constituée en 1916.

### Affaire Dreyfus
Il est l'un des premiers à soutenir publiquement Alfred Dreyfus, son cousin par alliance. Il joue un rôle important dans la mobilisation de nombreux intellectuels, gravitant notamment autour de l'ENS, pour la défense du Capitaine, souvent en lien avec son ami Lucien Herr.

## Apports

### Histoire de la philosophie (1884-1900)
Après sa thèse L'idée de responsabilité (1884), il publia plusieurs ouvrages d'histoire de la philosophie : 
- L'Allemagne depuis Leibniz. Essai sur le développement de la conscience nationale en Allemagne, 1700-1848 (1890), lire en ligne sur Gallica
- La Philosophie de Jacobi (1894),
- History of Modern Philosophy in France (1899),
- La philosophie d'Auguste Comte (1900).

### Sociologie de la morale (1903)
En 1903, Lévy-Bruhl publie La morale et la science des mœurs, ouvrage inspiré par la sociologie durkheimienne. Lévy-Bruhl observe que le mot "morale" désigne des faits moraux, la science des faits moraux et l'art moral rationnel (p. 101). a) Un fait moral est un fait social qui consiste en mœurs, coutumes, lois, mais aussi en théories morales, qui sont législatrices, normatives. b) Lévy-Bruhl envisage une science des mœurs, branche de la sociologie, pour étudier des mœurs, ici les diverses morales (codes, traditions, enseignements et coutumes) que l'on observe dans les diverses sociétés, qui sont relatives au contexte social ou historique. Ainsi est posé un relativisme moral, la négation de l'unicité de la nature humaine, mais aussi un positivisme moral qui remplace les théories par l'observation. c) L'art moral est une application de la science des mœurs. Il cherche à améliorer la réalité sociale à partir des données de la science des mœurs.
Bien reçu par les sociologues, cet ouvrage qui prônait le développement d'une science des mœurs d'inspiration sociologique en l'opposant à la philosophie morale suscita critiques et débats chez les philosophes. Peut-on étudier les faits moraux comme des choses, sans prendre en compte l'aspect subjectif des conduites (sociologisme) ? Les mœurs sont-elles fonction des époques, lieux, cultures (relativisme) ? Constituer une science des mœurs, est-ce détruire les morales ?

### Ethnologie (1910-1939)
Lévy-Bruhl regarde ses propres ouvrages d'ethnologie comme une somme de six volumes : I Les fonctions mentales dans les sociétés inférieures (1910), II : La mentalité primitive (1922), III : L'Âme primitive (1927), IV : Le surnaturel et la nature dans la mentalité primitive (1932), V : La mythologie primitive (1935), VI : L'expérience mystique et les symboles chez les primitifs (1938).
En 1949, son élève Maurice Leenhardt publia de manière posthume les réflexions que menait Lévy-Bruhl en 1938-1939, sous le titre de Carnets, il y révise ses positions.

#### Opposition entre mentalité logique et mentalité primitive
La thèse de Lévy-Bruhl consiste à poser que si l'esprit humain est fondamentalement le même partout (il y a "identité fondamentale de tous les esprits humains : tous capables de raisonner, de parler, de compter, etc."), les formes dans lesquelles il s'exprime peuvent varier suivant les contextes sociaux.
Cette thèse demande, pour être comprise, à être réintégrée dans les débats de l'époque. Les récits des explorateurs européens auprès des peuples primitifs rapportaient alors des phénomènes inexplicables pour la mentalité moderne occidentale. Dans de nombreux cas, les principes fondamentaux de la logique semblaient ne pas être respectés. L'interprétation privilégiée pour rendre compte de ces phénomènes par les premiers ethnologues, notamment britanniques, était celle d'une incapacité de ces populations à bien raisonner. Supposés réfléchir de la même manière que l'observateur européen, ils étaient alors soupçonnés, par infériorité intellectuelle, d'être incapables de respecter les cadres logiques qui s'imposaient à eux.
Proche de la tradition durkheimienne naissante dans ce qu'elle implique de relativisation, Lévy-Bruhl propose une tout autre réponse : les "primitifs" ne sont pas moins capables que les modernes de réfléchir selon des cadres logiques déterminés, ils en ont simplement des différents. Vivants dans des sociétés organisées de manière différente, la structure même de leur esprit s'en trouve marquée par des fonctionnements qui ne doivent pas être appréhendés à l'aune du modèle occidental, mais compris comme répondant à leur logique propre. Lévy-Bruhl élabore ainsi un geste de relativisation radicale de la mentalité moderne, en faisant perdre toute supériorité à la rationalité scientifique de type moderne, qu'il réintègre comme une forme très spécifique parmi d'autres de mode de raisonnement. Toute la difficulté viendra alors de ce que, en appelant ainsi à séparer nettement les deux formes de mentalité afin de rendre aux peuples en question une dignité intellectuelle niée par l'ethnocentrisme des premières interprétations, Lévy-Bruhl prend le risque d'introduire une séparation trop radicale entre les différentes manières de se représenter la réalité suivant les sociétés. Dès ses premières théorisations sur le thème, Lévy-Bruhl défendra donc l'idée selon laquelle il existe bien une continuité entre la pensée "primitive" et la pensée "moderne", non pas en ce que les "primitifs" nieraient une pensée rationnelle naturelle et universelle mais en ce que la mentalité logique que l'on trouve chez les Occidentaux masque en réalité un fond de mentalité primitive, qui est simplement plus visible dans les observations de sociétés éloignées. Cette dimension prend une place de plus en plus importante dans l'oeuvre de Lucien Lévy-Bruhl à mesure qu'elle se déploie, devenant prééminente après 1918 et s'explicitant véritablement dans ses Carnets.
Lévy-Bruhl relève "deux caractères fondamentaux de la mentalité primitive, prélogique et mystique" (Carnets, p. 48).
Premièrement, la mentalité primitive est "prélogique" (le terme n'ayant chez Lévy-Bruhl aucune dimension péjorative et devant être entendu comme a-logique, c'est-à-dire comme ne réduisant pas la richesse de l'expérience humaine à de simples relations de causalité). Selon Lévy-Bruhl (Les fonctions mentales dans les sociétés inférieures), le "primitif" ne répond pas aussi systématiquement le "moderne" à la contradiction, et se représente une notion de causalité plus riche que celle du monde scientifique moderne. Depuis Aristote, la pensée logique repose sur le principe d'identité (A est A) et le principe de non contradiction (A n'est pas non-A). Or le primitif peut, dans certains contextes précis, soutenir qu'il est lui-même et un autre, par exemple lui et un animal, un totem, une trace qu'il laisse, sa maison, l'animal est aussi un homme. La logique distingue nettement la partie du tout, mais pas le primitif, qui considère que la partie vaut le tout : la tête vaut le corps. Pour le primitif, les notions de bi-présence (être ici et ailleurs) et de dualité-unité (être soi et autre chose) ne font pas problème. Il n'oppose pas nature et surnature.
Deuxièmement, la mentalité primitive est "mystique", elle repose sur une "expérience mystique". Lévy-Bruhl développe cette notion dans L'expérience mystique et les symboles chez les primitifs. L'expérience mystique en général est "un sentiment continu sans conscience claire de la présence d'êtres semblables à ceux dont parlent les mythes et les légendes" (p. 15). Le primitif regarde la réalité avec un esprit mythique, il mélange une expérience semblable à la nôtre avec la croyance en une réalité invisible et insaisissable où règnent des esprits, des morts, des forces surnaturelles. il cherche la présence et l'action de puissances surnaturelles, plutôt que des causes physiques objectives. Il peut sentir une sympathie entre les êtres, la "participation mystique".

#### Participation
La notion de participation mystique est développée dans La mentalité primitive. Le "primitif" pose une identité de substance, une parenté étroite entre lui et certains êtres. Il y a "diverses sortes de participations" (Carnets, p. 17) : entre un être et ses appartenances (l'individu est ses cheveux, etc.), l'individu et le groupe (l'individu appartient au groupe "comme le grain avec la grappe"), avec le totem, avec les morts, avec les animaux et les plantes (homme et animal sont consubstantiels, d'essence commune) : "être c'est participer" (p. 22). Il y a "deux sortes principales de participation". Premièrement : "communauté d'essence, identité sentie entre ce qui participe et ce qui est participé. Exemples : participation entre l'individu et ses appartenances (cheveux, ongles, excrétions, vêtements, traces de pas, image, etc.), entre symbole et ce qu'il représente, entre le membre d'un clan totémique et les autres membres de ce clan, vivants ou morts". Deuxièmement : "participation = imitation, c'est-à-dire refus de ce qui n'est pas légitimé par un précédent, tradition mythe, et confiance en la préfiguration. Ces deux formes se complètent. "Pour obtenir une abondante récolte de paddy, les Nagas descendent de leurs rizières le dos courbé comme s'ils ployaient sous la charge pesant sur leurs épaules. La mimique des Australiens qui font comme si l'averse tombait préfigure la pluie pour l'obtenir (première interprétation) ou, par la vertu de l'imitation = participation, la fait déjà tomber réellement" (p. 143-145).

### Linguistique
Si la linguistique est marginale dans l'œuvre de Lévy-Bruhl, son article L’expression de la possession dans les langues mélanésiennes (Mémoires de la Société de linguistique de Paris 19(2): 96-104) est toujours relativement cité ().

### Évolutions du concept de mentalité primitive
Vers la fin de sa vie, à partir de 1935, Lévy-Bruhl modifie encore et de manière plus radicale le concept de mentalité primitive tel qu'il l'avait conçu au début du siècle, jugeant non seulement « impropre » mais « indéfendable » l'hypothèse d'une « mentalité primitive différente de la nôtre ». 1) En 1938, il écrit dans ses Carnets : « En d'autres termes, corrigeons expressément ce que je croyais exact en 1910 : il n'y a pas une mentalité primitive qui se distingue de l'autre par deux caractères qui lui sont propres (mystique et prélogique). Il y a une mentalité mystique plus marquée et plus facilement observable chez les « primitifs » que dans nos sociétés, mais présente dans tout esprit humain » (Carnets, p. 131). 2) "Je n'ai pas été suffisamment prudent en parlant de 'contradiction'... Mais incompatible n'est pas contradictoire. L'incompatibilité des propositions constitue une impossibilité physique, mais non une impossibilité logique" (p. 9). 3) On ne peut pas parler de "loi de participation", seulement du fait que le primitif a "le sentiment" que lui et d'autres êtres sont de même nature (p. 77). 4) On ne peut pas dire que le primitif repousse la catégorie causalité. Il porte plutôt un désintérêt pour les causes secondes, les circonstances, les moyens, il s'attache aux causes profondes, surnaturelles : si sa fille est morte, qu'importe que ce soit par une morsure de serpent ou une maladie, l'important est de chercher l'origine, l'action éventuelle d'un sorcier, un tabou violé.

## Réception

### La Mentalité primitive
Bien accueilli par une partie des lecteurs, La Mentalité primitive est critiqué par des anthropologues comme Bronisław Malinowski. Cependant, Mary Douglas, revenant sur le terme « prélogique », trop rapidement rejeté par les anthropologues après la Seconde Guerre mondiale, notamment dans le cadre de l'essor d'un paradigme structuraliste en anthropologie, juge qu'il est « quasiment impossible de reprocher à Lévy-Bruhl le contraste qu'il proposait entre logique et prélogique ».
Très tôt conscient des problèmes posés par la terminologie de son époque, Lévy-Bruhl écrit, en 1921, à propos de ses deux ouvrages, Les fonctions mentales dans les sociétés inférieures et La mentalité primitive, et en avant-propos du deuxième : « Ils procèdent tous deux d’un même effort pour pénétrer dans les modes de pensée et dans les principes d’action de ces hommes que nous appelons, bien improprement, primitifs, et qui sont à la fois si loin et si près de nous ». Lévy-Bruhl n'aura d'ailleurs de cesse de revenir sur les termes qu'il emploie, en précisant qu'ils n'ont aucune dimension péjorative, et en regrettant qu'ils soient toujours impropres à décrire exactement ce qu'il voudrait cerner, puisqu'ils sont le produit d'un monde conceptuel qui, en lui-même, peine à reconnaître certaines formes d'altérité sans les dénigrer.
Pour les travaux les plus récents,,, considérer que les premiers écrits de Lévy-Bruhl - même dans leurs termes les plus polémiques qu'il abandonne lui-même plus tard -  charrient l'idée d'une hiérarchie entre différents peuples constitue un complet contre-sens, car il s'agit dès l'origine non de décrire une infériorité supposée mais au contraire d'insister sur une différence permettant de poser les deux pensées sur un même plan. Le terme de "pré-logique" par exemple, que l'auteur abandonne après ses premiers travaux, visait à identifier non pas un stade inférieur au stade de la pensée logique mais une certaine indifférence dans certaines situations spécifiques seulement, aux cadres de la logique moderne du fait d'une vie sociale organisée différemment, afin que celle-ci soit reconnue dans sa dignité propre.
D'un point de vue plus politique, les travaux de Lévy-Bruhl, parce qu'ils visaient à démontrer que chaque société dispose de cadres singuliers et cohérents à travers lesquels appréhender la réalité, conduisaient à mettre au jour les conséquences déstructurantes et dramatiques des contacts imposés par les européens à d'autres peuples, et a fortiori de la colonisation. Ils ont pour cette raison nourri les discours d'administrateurs coloniaux réformistes appelant au respect des cultures dites indigènes, mais également des critiques radicales de la colonisation, par exemple chez Paul Nizan. Lévy-Bruhl lui-même plaidera, dans divers articles publiés notamment après 1914, non pas pour une simple réforme du système colonial mais pour l'autonomie des peuples, la fin de la colonisation et de toute "domination politique d'un peuple sur un autre". 

### Histoire de la philosophie
- La philosophie de Jacobi, Paris, Félix Alcan, coll. «Bibliothèque de philosophie contemporaine» (1894), Adamant Media Corporation, 2001, 310 p.
- La théorie de l'État dans Hegel (1899), Hachette Libre BNF, 2013, 25 p.
- La Philosophie d'Auguste Comte, Paris, Félix Alcan, coll. «Bibliothèque de philosophie contemporaine» (1900), Nabu Press, 2011, 430 p.
- Quelques pages sur Jean Jaurès, esquisse biographique (1924), Librairie de l'Humanité, 1916, 88 p.
- Jean Jaurès, esquisse biographique (1924), Manucius, 2016, 110 p.

### Morale
- L'idée de responsabilité (1884), Ulan Press, 2012, 288 p.
- La Morale et la Science des Mœurs, Paris, Félix Alcan, coll. «Bibliothèque de philosophie contemporaine» (1903), General Books, 2012, 90 p.

### Ethnologie
- Les fonctions mentales dans les sociétés inférieures (1910), lire en ligne sur Gallica
- La mentalité primitive, Paris, Félix Alcan, coll. «Bibliothèque de philosophie contemporaine» (1922), lire en ligne sur Gallica. Rééd. Flammarion, coll. "Champs classiques", 2010, 658 p.
- L'âme primitive (1927), lire en ligne sur Gallica
- Le surnaturel et la nature dans la mentalité primitive, Paris, Alcan (1931), lire en ligne sur Gallica
- Quelques aspects de la mentalité primitive, Nouvelle revue française n°240, septembre 1933.
- La mythologie primitive Paris, Félix Alcan, coll. «Bibliothèque de philosophie contemporaine» (1935), lire en ligne sur Gallica
- L'expérience mystique et les symboles chez les Primitifs (1938), en ligne sur le site de l'UQAC. Rééd. Dunod, 2014, 256 p.
- Carnets, PUF, coll. «Bibliothèque de philosophie contemporaine», 1949 (1re édition « Quadrige », 1998, 320 p., présentation de Bruno Karsenti).

### Études sur Lucien Lévy-Bruhl
- Paul Masson-Oursel, « Lucien Lévy-Bruhl (1857–1939) », Revue de Synthèse, vol. 4, n° 1, décembre 1939, p. 113-115.
- Paul Masson-Oursel, « Disciples ou élèves de Lucien Lévy-Bruhl », Revue philosophique de la France et de l'étranger, n° 64 (127), 1939.
- Marcel Mauss, « Lucien Lévy-Bruhl (1857-1939) », Annales de l’Université de Paris, n° 14, 1939, p. 408-411.
- Raymond Lenoir, « Obituary : Lucien Levy-Bruhl, 1857-1939 », The American Journal of Sociology, vol. 44, n° 6 (Mai 1939), p. 980.
- Jean Cazeneuve, Lucien Lévy-Bruhl. Sa vie, son œuvre, avec un exposé de sa philosophie, Paris, PUF, collection « Philosophes », 1963.
- Jean Cazeneuve, Lucien Lévy-Bruhl, New York, Etc. Harper & Row, 1972.
- Mariapaola Fimiani, Lévy-Bruhl. La différence et l'archaïque, traduit de l'italien par Nadine Le Lirzin, Paris, L'Harmattan, 2000.
- Benjamin Fondane, Lévy-Bruhl ou le métaphysicien malgré lui, texte établi et présenté par Serge Nicolas et Dominique Guedj, éditions de l'éclat, 2019
- Frédéric Keck, Contradiction et Participation. Lucien Lévy-Bruhl, entre philosophie et anthropologie, Paris, Éditions du CNRS, 2007.
- Stanislas Deprez, Lévy-Bruhl et la rationalisation du monde, Rennes, Presses Universitaires de Rennes, 2010.
- Mary Douglas, « Raisonnements Circulaires : Retour Nostalgique à Lévy-Bruhl », Sociological Research Online, vol. 12, no 6,‎ 30 novembre 2007 (ISSN 1360-7804, DOI 10.5153/sro.1448, lire en ligne)
- Véronique Bedin et Martine Fournier, « Lucien Lévy-Bruhl », dans Véronique Bedin et Martine Fournier, La Bibliothèque idéale des sciences humaines, Editions Sciences humaines, 2008 (ISBN 978-2-912601-74-2, présentation en ligne, lire en ligne)
- Francesco Saverio Nisio, Lucien Lévy-Bruhl. Filosofia, scienze sociali, giustizia, Milano, Giuffrè, 2019, collana "Per la storia del pensiero giuridico moderno" (https://shop.giuffre.it/lucien-levy-bruhl.html).

## Élèves
(liste non exhaustive)
- Auguste Diès (1875-1958)
- Henri Wallon[30] (1879-1962)